# Montedinove

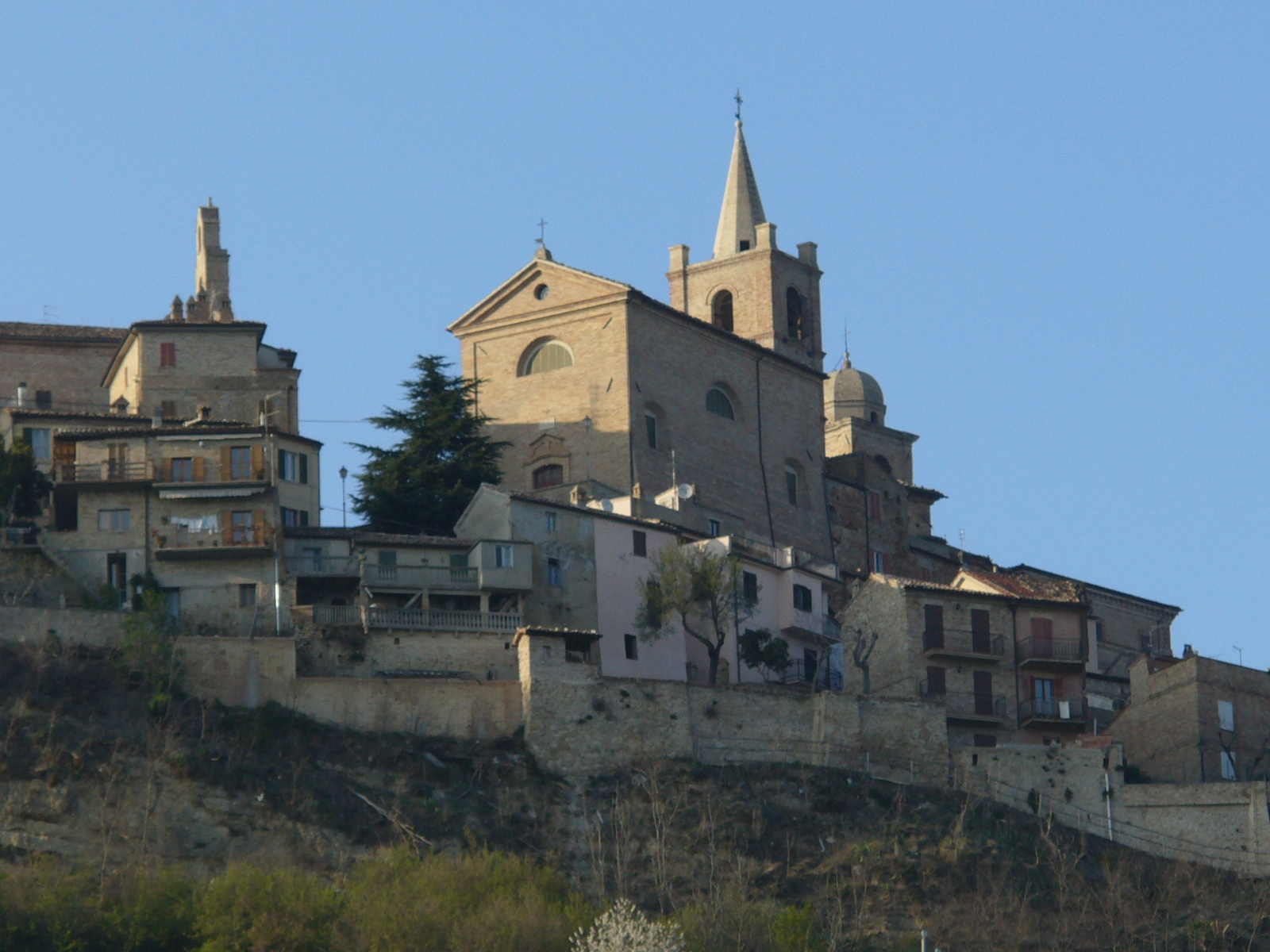
Blick auf Montedinove

Montedinove ist eine italienische Gemeinde (comune) mit 457 Einwohnern (Stand 31. Dezember 2023) in der Provinz Ascoli Piceno in den Marken. Die Gemeinde liegt etwa 13 Kilometer nördlich von Ascoli Piceno zwischen Aso und Tesino, gehört zur Comunità montana dei Sibillini und grenzt unmittelbar an die Provinz Fermo.

## Geschichte
Ursprünglich war das Gebiet schon durch die Picener bewohnt. Ab 578 ist die Herrschaft der Langobarden belegt.

## Persönlichkeiten
- Cino Del Duca (1899–1967), Filmschaffender

## Verkehr
Durch die Gemeinde führt die frühere Strada Statale 433 della Val d'Aso (heute die Provinzstraße 238) von Pedaso nach Comunanza.